# Live at the Star-Club, Hamburg
Live at the Star-Club, Hamburg ist die Aufnahme eines Konzerts von Jerry Lee Lewis aus dem Jahr 1964. Die im selben Jahr veröffentlichte Schallplatte gilt als eines der wildesten Dokumente des klassischen Rock ’n’ Roll und als eines der besten Livealben der Musikgeschichte.

## Aufnahme
Das Album wurde im April 1964 live im Star-Club in Hamburg aufgenommen. Jerry Lee Lewis sang und spielte Klavier, begleitet wurde er dabei von The Nashville Teens. Produzent war Siegfried Loch. Die Aufnahme entstand während eines zweiwöchigen Engagements von Lewis in dem Club.
Horst Fascher, der dort damals unter anderem für die Künstlerbetreuung zuständig war, sagte später zu diesen Auftritten: „Sobald sich der Vorhang öffnete, ließ Jerry die Bestie aus dem Käfig. Die ersten paar Takte saß er noch relativ verhalten am Klavier. Dann kickte er seinen Hocker mit der Hacke nach hinten und begann, sein Piano mit Handkantenschlägen zu traktieren. Und sobald der Killer den Laden im Griff hatte, setzte er noch einen drauf, sprang aufs Klavier und dirigierte die entfesselte Menge in Ekstase.“ 

## Titel
Folgende Songs sind auf Live at the Star-Club, Hamburg zu hören: 
1. Mean Woman Blues (Demetrius)
2. High School Confidential (Hargrave/Lewis)
3. Money (That’s What I Want) (Bradford/Gordy)
4. Matchbox (Perkins)
5. What’d I Say, Part 1 (Charles)
6. What’d I Say, Part 2 (Charles)
7. Great Balls of Fire (Blackwell/Hammer)
8. Good Golly, Miss Molly (Blackwell/Marascalco)
9. Lewis’ Boogie (Lewis)
10. Your Cheatin’ Heart (Williams)
11. Hound Dog (Leiber/Stoller)
12. Long Tall Sally (Johnson/Blackwell/Penniman)
13. Whole Lotta Shakin’ Goin’ On (David/Williams)

## Veröffentlichungen
Live at the Star-Club, Hamburg wurde erstmals im Dezember 1964 vom Label Philips als LP veröffentlicht. Danach wurde es von verschiedenen Labels wiederveröffentlicht, in späteren Jahren auch als CD. Im Jahr 2010 erschien das Album bei Bear Family Records auf 180-Gramm-Vinyl mit einem aufwendig gestalteten Cover. Diese Version enthält mit Down the Line zudem einen Bonustrack.

## Rezeption
Die Rezensionen zu Live at the Star-Club, Hamburg waren und sind überaus positiv: In dem Buch 1001 Alben – Musik, die Sie hören sollten, bevor das Leben vorbei ist wird es genannt. Der Musikkritiker Robert Christgau bewertete es mit seiner zweitbesten Note „A“. Die Musikdatenbank Allmusic führt es mit fünf von fünf möglichen Sternen. Im Süddeutsche Zeitung Magazin bezeichnete der Rezensent es als „absolut atemberaubend“. Und im Musikmagazin Rolling Stone hieß es: „Live at the Star-Club, Hamburg ist kein Album, es ist ein Tatort.“ 